# Gostkowo (gromada w powiecie ciechanowskim)
Gostkowo (do 30 XII 1961 Nasierowo-Dziurawieniec) – dawna gromada, czyli najmniejsza jednostka podziału terytorialnego Polskiej Rzeczypospolitej Ludowej w latach 1954–1972.
Gromady, z gromadzkimi radami narodowymi (GRN) jako organami władzy najniższego stopnia na wsi, funkcjonowały od reformy reorganizującej administrację wiejską przeprowadzonej jesienią 1954 do momentu ich zniesienia z dniem 1 stycznia 1973, tym samym wypierając organizację gminną w latach 1954–1972.
Gromadę Gostkowo z siedzibą GRN w Gostkowie utworzono 31 grudnia 1961 w powiecie ciechanowskim w woj. warszawskim w związku z przeniesieniem siedziby GRN gromady Nasierowo-Dziurawieniec z Nasierowa-Dziurawieńca do Gostkowa i zmianą nazwy jednostki na gromada Gostkowo; równocześnie, do nowo utworzonej gromady Gostkowo włączono obszar zniesionej gromady Pomorze w tymże powiecie.
31 grudnia 1962 z gromady Gostkowo wyłączono wsie Chrzanowo, Chrzanówek, Elżbiecin i Władysławowo, włączając je do gromady Opinogóra Górna w tymże powiecie.
Gromadę zniesiono 1 stycznia 1969, a jej obszar włączono do gromad Gołymin-Ośrodek (wsie Morawka, Nasierowo-Dziurawieniec, Nasierowo Górne, Pajewo-Szwelice, Pajewo Wielkie, Smosarz-Dobki i Wróblewko), Nużewko (wsie Grędzice i Rzeczki), Sońsk (wsie Ciemniewko, Mężenino i Olszewko) i Opinogóra Górna (wieś Pomorze) w tymże powiecie.